# یا این/یا آن (کتاب)
یااین/یا آن (به دانمارکی: Enten - Ellen) اولین اثر منتشرشده سورن کی‌یرکگور، فیلسوف دانمارکی است. این کتاب که در دو جلد در سال ۱۸۴۳ با ویراستاری مستعار ویکتور ارمیتا (در لاتین به معنای «زاهد پیروز») ظاهر شد، نظریه‌ای دربارهٔ وجود انسان را ترسیم می‌کند که با تمایز بین شیوه زندگی اساساً لذت‌گرا، زیبایی‌شناختی و زندگی اخلاقی مبتنی بر تعهد مشخص می‌شود.
یا این/یا آن دو دیدگاه از جهان‌بینی را به تصویر می‌کشد. هر دیدگاه زندگی توسط یک نویسنده تخیلی با نام مستعار نوشته و نشان داده شده‌است، با نوع نثر ویژه، منعکس‌کننده و بسته به دیدگاه زندگی مورد بحث است. به‌عنوان مثال، نگاه زیبایی‌شناختی به زندگی در قالب مقاله‌ای کوتاه، با تصاویر و کنایه‌های شاعرانه نوشته می‌شود و موضوعات زیبایی‌شناختی مانند موسیقی، اغواگری، نمایش و زیبایی را مورد بحث قرار می‌دهد. دیدگاه اخلاقی زندگی به‌صورت دو نامه طولانی با نثری استدلالی‌تر و محدودتر نوشته شده‌است، که در مورد مسئولیت اخلاقی، خویشتن‌اندیشی و ازدواج بحث می‌کند. دیدگاه‌های کتاب به‌طور دقیق خلاصه نشده‌اند، بلکه به‌عنوان تجربیات زنده‌شده توسط نویسنده مستعار بیان شده‌اند. دغدغه اصلی کتاب، این سؤال اولیه ارسطو است که «چگونه باید زندگی کنیم؟» شعار او از پلوتارک آمده‌است: «فریب‌خورده عاقل تر از فریب‌نخورده است.»